# Miguel Calmon (kommun)
Miguel Calmon är en kommun i Brasilien.   Den ligger i delstaten Bahia, i den östra delen av landet, 900 km nordost om huvudstaden Brasília. Antalet invånare är 26 466.
Följande samhällen finns i Miguel Calmon:
- Miguel Calmon

Omgivningarna runt Miguel Calmon är huvudsakligen savann. Runt Miguel Calmon är det glesbefolkat, med 18 invånare per kvadratkilometer.